# Jollyville, Texas
Jollyville là một nơi ấn định cho điều tra dân số (CDP) thuộc quận Williamson, tiểu bang Texas, Hoa Kỳ. Năm 2010, dân số của nơi này là 16151 người.

## Dân số
- Dân số năm 2000: 15813 người.
- Dân số năm 2010: 16151 người.